# Aspero (Peru)
Aspero is een laat-prekeramische archeologische site van de Norte Chicocultuur, aan de monding van de rivier Supe aan de noord-centrale kust van Peru. De site strekt zich uit over ongeveer 14 hectare en bestaat uit twee grote platformheuvels (Engels: 'platform mounds'): Huaca de los Sacrificios (heilige plaats van de offers) en Huaca de los Idolos (heilige plaats van de idolen), en 15 kleinere mounds.
Koolstofdatering van de gemeenschapsstructuren van de plaatselijke sites rond de Supevallei wijzen op 3700 - 2500 v.Chr.: het midden van de late Archaïsche periode.